# Alexander Klaws
Alexander Klaws (né le 3 septembre 1983 à Ahlen, Allemagne) est un chanteur allemand. Il a gagné la première saison de Deutschland sucht den SuperStar (DSDS).
Depuis 2008 il joue également le rôle de Lars Hauschke dans la série télévisée allemande Anna und die Liebe.
Il a également créé la musique de générique,Do You Wanna Fly Away With Me pour le feuilleton Hôtel de rêve....
En 2014 il arrive 1re de la septième saison de Let's Dance, la version allemande de Dancing with the Stars. 

## Singles
- 2003: Take Me Tonight (D : 1 ; AT : 2 ; CH : 1)
- 2003: Stay With Me (D : 9 ; AT : 14 ; CH : 28)
- 2003: Free Like The Wind (D : 1 ; AT : 2 ; CH : 2)
- 2004: Behind The Sun (D : 2 ; AT : 15 ; CH : 18)
- 2004: Sunshine After The Rain (D : 5 ; AT : 19 ; CH : 36)
- 2004: Here I Am (D : 19 ; AT : 45 ; CH : 98)
- 2005: All (I Ever Want)/Alles (avec Sabrina Weckerlin) (D : 12 ; AT : 43 ; CH : 44)
- 2006: Not Like You (D : 16 ; AT : 55 ; CH : 81)
- 2008: Welt (D : 65 ; AT : — ; CH : —)
- 2008: Sie Liebt Dich (D : — ; AT : — ; CH : —)

## Albums
- 2003: Take Your Chance (D : 1 ; AT : 4 ; CH : 11)
- 2004: Here I Am (en) (D : 1 ; AT : 25 ; CH : 26)
- 2006: Attention! (D : 20 ; AT : — ; CH : —)
- 2008: Was Willst Du Noch!? (D : 28 ; AT : — ; CH : —)